# 中牧佳南
中牧 佳南（なかまき かなみ、1992年6月5日 - ）は、日本のアーティスティックスイミング（シンクロナイズドスイミング）元選手。追手門学院大学卒業。

## 経歴
四天王寺高校から追手門学院大学に進学。
2015年世界水泳選手権にて銅メダルを獲得、大阪市から特別表彰を受けた。
2016年リオデジャネイロオリンピックでチームで銅メダルを獲得。

## エピソード
佳南の祖母は、浜寺水練学校で第1期生としてシンクロを始めた選手のひとりであり、浜寺水練学校チームが1959年の第3回日本選手権チームの部で優勝した時のメンバーであった。また、井村シンクロクラブ及び日本代表ヘッドコーチとして佳南を指導する雅代は、浜寺水練学校でシンクロを始めた時、佳南の祖母が憧れの選手であったという。

## 主な戦績
- 2016年リオデジャネイロオリンピック　チーム3位